# Majeur de la main droite de Galilée
Ne doit pas être confondu avec Doigt de Galilée.

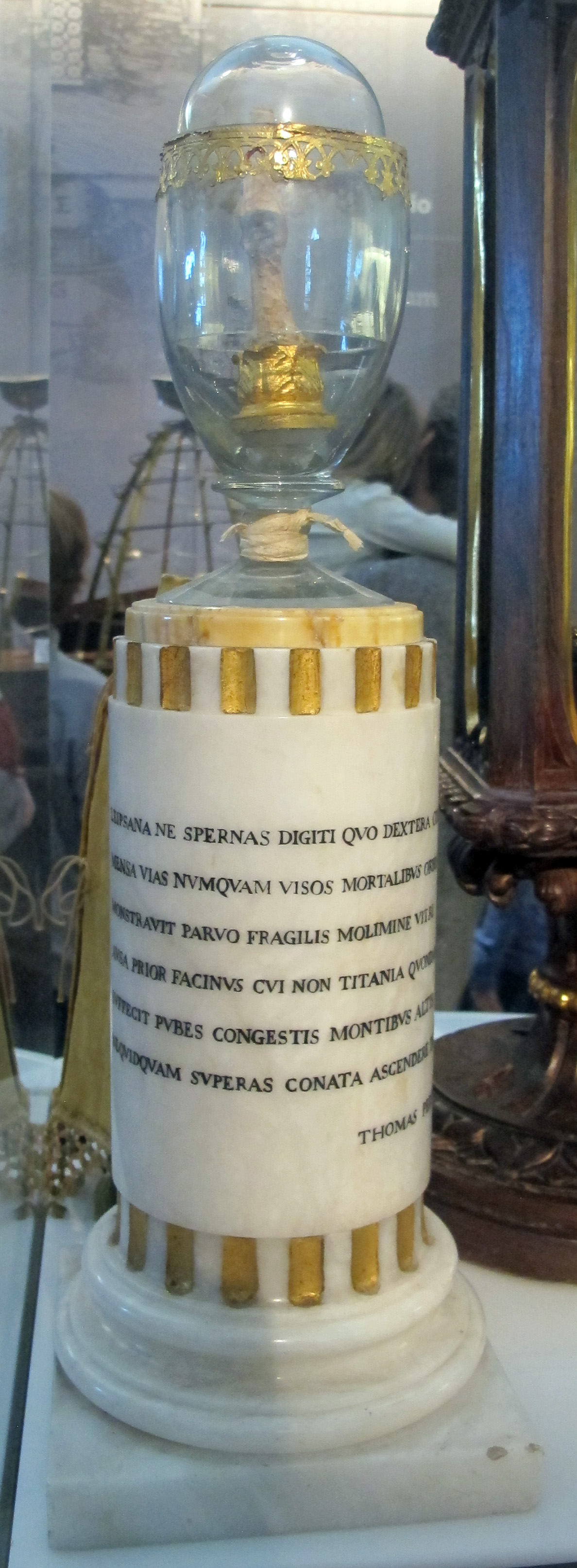
Le majeur de la main droite de Galilée au Musée Galilée de Florence.

Le majeur de la main droite de Galilée est conservé au Musée Galilée de Florence.

## Description
Cette pièce constitue un exemple caractéristique de la célébration de Galilée comme héros et martyre de la science. Le doigt fut prélevé sur la dépouille de Galilée par Anton Francesco Gori le 12 mars 1737, à l'occasion du transport du corps de sa sépulture originaire au sépulcre monumental érigé dans la Basilique de Santa Croce à Florence à l'initiative de Vincenzo Viviani, le dernier disciple de Galilée. Le doigt passa ensuite à Angelo Maria Bandini et fut longuement exposé dans la Bibliothèque Laurentienne. En 1814, cette pièce fut transférée dans la Tribune de Galilée, dans le Musée de physique et histoire naturelle. Il passa enfin en 1927, ainsi que les instruments de la collection des Médicis-Lorraine, au Musée d'histoire des sciences. Sur la base en marbre est gravée une inscription célébrative qui porte la main de Tommaso Perelli.

## Inscription
L'écrin qui contient le doigt est composée d'une base cylindrique en albâtre, surmontée par une coupe en verre à couvercle, décorée en or. Sur la base sont gravés les vers de Tommaso Perelli (1704-1783) :
En latin
« Leipsana ne spernas digiti, quo dextera coeli
Mensa vias, nunquam visos mortalibus orbes
Mostravit, parvo fragilis molimine vitri
Ausa prior facinus, cui non Titania quondam
Sufficit pubes congestis montibus altis
Nequidquam superas conata ascendere in arces. »
En italien
« È questi il dito, onde la mano illustre
Del Ciel scorse segnando i spazi immensi,
E nuovi Astri additò, di vetro industre
Maraviglioso ordingo offrendo a' sensi,
E ciò con saggio ardir giunger pote'o,
Ove non giunse Encelado, e Tifeo. »

## Culture populaire
Le rappeur italien Caparezza a dédié un morceau homonyme au majeur de Galilée, inclus dans son album Sogno Eretico (2011).